# 門前清
門前清（メンゼンチン）とは、麻雀用語で、全く副露をしていない（鳴いていない）状態をいう。具体的にはチー、ポン、明槓を一切しないことであり、他家の捨て牌を一切利用しないで手牌を構成している状態のことである。単に門前（メンゼン）と略して言うことが多い。「面前」は誤り。
門前清を保つ事は、単に他家に手の一部を見せないということに加え、点数などの面で以下のように様々な点で有利になる。
- 立直（リーチ）をかけることができる。
- ツモ和了すれば門前清自摸和（メンゼンチンツモホー、略称ツモ）の役が付いて1飜加算される。ロン和了でも10符（門前加符）が得られる。
- いま述べた門前清自摸和をはじめ、和了した時に門前役（後述）が加算される。また、混一色や三色同順など、喰い下がりのある役で本来の飜数を得られる。

チー、ポン、明槓などで門前を崩すことは、上記の様々な特典を失うことになるために、安易な鳴きは良くないとされている。ただし確実に手を進められる利点もあるため、門前にこだわりすぎることもあまり良くない。
また門前であってもロン和了の場合は、門前加符の10符は得られるものの、門前ロン自体は役ではないため、立直していない手役なしの門前聴牌では、河底撈魚及び搶槓でしかロン和了できない。

## 門前役
門前役（めんぜんやく）とは、門前清で和了したときにだけ成立する役のことである。門前役は決まっており、刻子役では四暗刻のみである。七対子や国士無双など副露が不可能な役も門前役にあたるとされる。
以下に門前役の一覧を示す。

### 一飜役
- 立直 副露をすると立直をかけること自体が許されない。
- 一発 立直をかけること自体が許されなければ必然的に成立しない。
- 門前清自摸和
- 平和
- 一盃口

なお、喰いタンなしのルールの場合は断么九も門前役となる。

### 二飜役
- ダブル立直 副露が発生していないことがダブル立直をかけるための必須条件であるため。
- 七対子 役の性質上、副露は不可能である。

### 三飜役
- 二盃口

### 役満役
- 四暗刻 副露をすると四組の暗刻を作ることは不可能であるため。
- 国士無双 役の性質上、副露は不可能である。
- 九蓮宝燈 元々は九門張のみ有効であり、鳴いて面子を確定させるとその条件を満たせなくなるため。
- 天和 親の配牌でのあがりのため、必然的に副露は不可能である。
- 地和 子の第一ツモでのあがりだが、副露が発生していないことが必須条件であるため。

## 門前清という役
門前清（メンチェンチン、メンシェンチン）は、かつて日本麻雀連盟の競技麻雀で採用されていた役の名前でもある。その後の麻雀で言う門前清自摸和および門前加符10符の総称で、自摸和（ツモアガリ）で1翻・栄和（ロンアガリ）で10符増しとなる点は同じである。ただし（遅くとも）昭和23年度ルールでは暫定的に途中立直も統合されており、メンゼンであるというだけで立直相当の1翻が上乗せされていた。
日本では昭和20年代前半ごろには既に途中立直のルールが主流になりつつあったが、当時の連盟ルール（アルシーアル麻雀）では従来からの第1打での立直（その後のダブル立直）を採用していた。連盟では途中立直ルールの一般化に配慮した経過措置として、「門前清」の役について暫定的に自摸和で2翻・栄和で1翻+10符増しと優遇した。これにより連盟の競技麻雀では、メンゼンであれば途中立直1翻に相当する点数が計上された。前述の第1打での立直は当時1翻役だったが、必ず門前清が複合するため、その後のダブル立直と同じ実質2翻の役となった。同様に門前清平和（メンピン）も立直麻雀における立直平和に相当し、計2翻として機能した。
連盟ルールは昭和25年度版から単純化され、従来の第1打での立直は廃止された。門前清も2つの「役」に解体され、自摸和に限定した1翻役の「門前清摸和」および、栄和に限定した10符増しとなる役「門前清栄和」とされた。なお途中立直は結局採用されなかった。